# Alyse Anderson
Alyse Anderson (Mason, Míchigan; 13 de enero de 1995) es una artista marcial mixta estadounidense que compite en la división de peso átomo de ONE Championship. Anteriormente compitió para Invicta Fighting Championships.

## Carrera de artes marciales mixtas

### Inicios
Anderson comenzó su carrera amateur en 2013. Después de acumular un récord de 6-0 en 2015, fue firmada por Total Warrior Combat. donde derrotó a Chrissie Daniels por TKO en el primer asalto, a Rachel Sazoff por decisión unánime y a Tushara Veerella por TKO en el tercer asalto.

### Invicta FC
Anderson hizo su debut promocional el 31 de agosto de 2017 en Invicta FC 25: Kunitskaya vs. Pa'aluhi contra Shino VanHoose. Perdió la pelea por decisión dividida.
Su siguiente pelea llegó 11 meses después, el 21 de julio de 2018, en Invicta FC 30: Frey vs Grusander contra Stephanie Alba. Ella ganó la pelea a través de una sumisión en la segunda ronda.
El 9 de agosto de 2019, Simpson se enfrentó a Katie Saull en Invicta FC 36: Sorenson vs Young. Ganó la pelea por decisión dividida.

### ONE Championship
En 2021, Anderson firmó con ONE Championship, e inmediatamente fue colocada en el Grand-Prix Mundial de peso átomo. El combate de cuartos de final estaba inicialmente programado para el 28 de mayo de 2021, contra la nipona Itsuki Hirata en ONE Championship: Empower. Sin embargo, el evento se pospuso debido a la pandemia de coronavirus, reprogramándose para el 3 de septiembre de 2021. Perdió el combate por decisión unánime.
Se esperaba que Anderson se enfrentara a la india Asha Roka en ONE: X el 26 de marzo de 2022. Sin embargo, Anderson se retiró más tarde del combate por razones médicas. La pelea fue reprogramada para ONE 157 el 20 de mayo de 2022. A pesar de ser derribado, Anderson fue capaz de asegurar un triángulo de estrangulamiento para asegurar una victoria por sumisión en la primera ronda.
Anderson se enfrentó a la tailandesa Stamp Fairtex el 5 de mayo de 2023, en ONE Fight Night 10. Perdió el combate por nocaut mediante una patada al cuerpo en el segundo asalto.

## Récord en artes marciales mixtas
| Resultado | Récord | Oponente         | Método                            | Evento                                 | Fecha                   | Ronda | Tiempo | Localización |
| --------- | ------ | ---------------- | --------------------------------- | -------------------------------------- | ----------------------- | ----- | ------ | ------------ |
| Derrota   | 6–4    | Victoria Souza   | Decisión (unánime)                | One 168                                | 6 de septiembre de 2024 | 3     | 5:00   | Denver       |
| Derrota   | 6–3    | Stamp Fairtex    | KO (rodilla a cuerpo)             | ONE Fight Night 10                     | 5 de mayo de 2023       | 2     | 2:27   | Broomfield   |
| Victoria  | 6–2    | Asha Roka        | Sumisión (triangle choke)         | ONE 157                                | 20 de mayo de 2022      | 1     | 2:04   | Kallang      |
| Derrota   | 5–2    | Itsuki Hirata    | Decisión (unánime)                | ONE: Empower                           | 3 de septiembre de 2021 | 3     | 5:00   | Kallang      |
| Victoria  | 5–1    | Katie Saull      | Decisión (split)                  | Invicta FC 36: Sorenson vs. Young      | 9 de julio de 2019      | 3     | 5:00   | Kansas City  |
| Victoria  | 4–1    | Stephanie Alba   | Sumisión técnica (triangle choke) | Invicta FC 30: Frey vs. Grusander      | 21 de julio de 2018     | 2     | 3:12   | Kansas City  |
| Derrota   | 3–1    | Shino VanHoose   | Decisión (split)                  | Invicta FC 25: Kunitskaya vs. Pa'aluhi | 31 de agosto de 2017    | 3     | 5:00   | Lemoore      |
| Victoria  | 3–0    | Tushara Veerella | TKO (puñetazos)                   | TWC Pro Series - Anderson vs. Veerella | 12 de noviembre de 2016 | 3     | 3:49   | Lansing      |
| Victoria  | 2–0    | Rachel Sazoff    | Decisión (unánime)                | TWC 29                                 | 14 de mayo de 2016      | 3     | 5:00   | Lansing      |
| Victoria  | 1–0    | Chrissie Daniels | TKO (rodillas y puñetazos)        | TWC 29                                 | 21 de noviembre de 2015 | 1     | 4:21   | Lansing      |